# Fédération monégasque de tennis
Pour les articles homonymes, voir FMT.

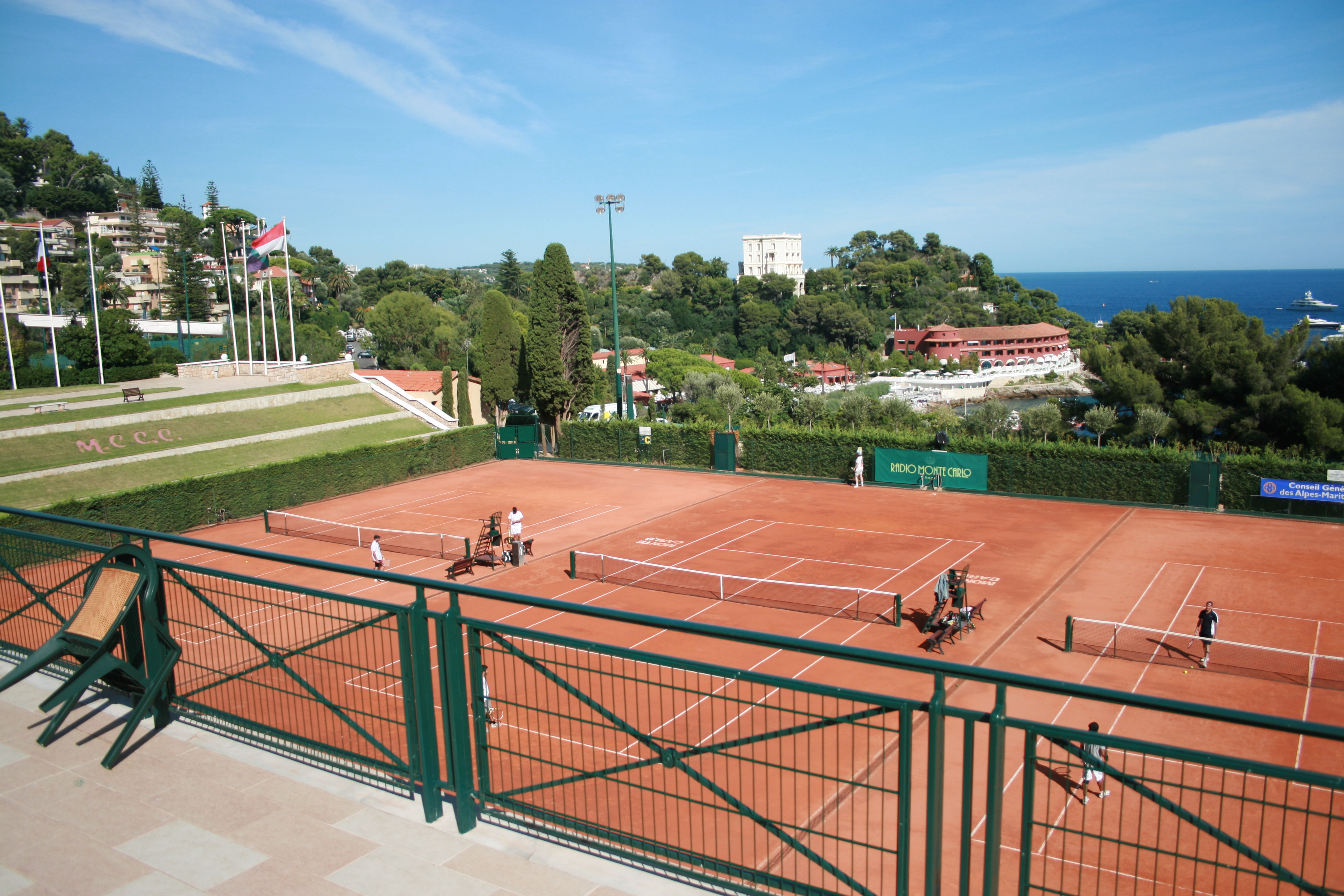
Terrains du Monte-Carlo Masters 1000

La Fédération monégasque de tennis (FMT) est chargée d'organiser, coordonner et promouvoir le tennis à Monaco.
Elle organise ses propres championnats nationaux et désigne les cadres de l'équipe de Monaco de Coupe Davis. Elle est chargée de l'organisation du Masters de Monte-Carlo tous les ans en avril, ainsi que des rencontres de Coupe Davis.
La FMT utilise le même système de classement que la FFT. 

## Histoire
La Fédération Monégasque de Lawn Tennis a été créée le 21 mai 1927 avec l'objectif de :
- regrouper les quatre clubs existant en Principauté
- encourager les relations avec les fédérations et les clubs étrangers
- s'affilier à la Fédération internationale de tennis pour participer à la Coupe Davis

La Fédération est affiliée à la Fédération Internationale de Lawn-tennis depuis une décision de son assemblée générale du 16 mars 1928. Initialement, son affiliation avait peu de chance d'aboutir car la Principauté ne possède qu'un seul club dont les courts sont situés en territoire français. Finalement, la demande a été acceptée sur déclaration du représentant monégasque selon lequel il se trouverait trois clubs comprenant 15 courts en plus de ceux situés à Saint-Roman.
Cette fédération accueille de nombreux joueurs et joueuses professionnels ou retraités en raison du cadre, d'infrastructures très développées et du système d'impôts de Monaco à l'image à l'époque de Boris Becker, Björn Borg, Marat Safin, Robin Söderling, Ivan Ljubičić ou encore Justine Henin. Parmi les joueurs actuels figurent entre autres Novak Djokovic, Milos Raonic, Tomáš Berdych, Marin Čilić, Alexander Zverev, Grigor Dimitrov, David Goffin, Daniil Medvedev, Stéfanos Tsitsipás chez les hommes et Caroline Wozniacki, Petra Kvitová et Svetlana Kuznetsova par exemple chez les femmes.
La FMT regroupe quatre clubs distincts : le Monte-Carlo Country Club, le Monte-Carlo Tennis Club, l'International Lawn Tennis Club de Monaco et l'Association Sportive de la Sûreté Publique.
Le site Monte-Carlo Country Club (M.C.C.C.) dispose de 21 courts en terre battue, 2 courts couverts et 2 courts en dur.

## Direction
La Baronne Elizabeth-Anne de Massy est la présidente de la FMT depuis 1992.
Jean-Paul Samba est vice-président, Alain Manigley secrétaire général et Francis Truchi trésorier général.

## Membres et joueurs
Les principaux membres de la fédération monégasque de tennis sont Christophe Boggetti, directeur technique national et entraîneur de l'équipe de Coupe Davis entre 1999 et 2006 et depuis 2012, Guillaume Couillard, entraîneur fédéral et Eric Hernandez, coach physique. 
Les principaux joueurs membres de la FMT sont : Benjamin Balleret, Romain Arneodo, Hugo Nys, Florent Diep et Lucas Catarina.
La FMT compte parmi ses anciens joueurs les plus connus : René Gallepe, Vladimir Landau, Patrick Landau, Alexandre-Athenase Noghès (en), Georges Pasquier, Adrien Viviani, Francis Truchi, Bernard Balleret (en), Louis Borfiga, Jacques Vincileoni, Christophe Bosio, Sébastien Graeff, Emmanuel Heussner, Jean-René Lisnard, Thomas Oger (en) et Thomas Drouet.